# Eremias velox
Eremias velox là một loài thằn lằn trong họ Lacertidae. Loài này được Pallas mô tả khoa học đầu tiên năm 1771.

## Hình ảnh

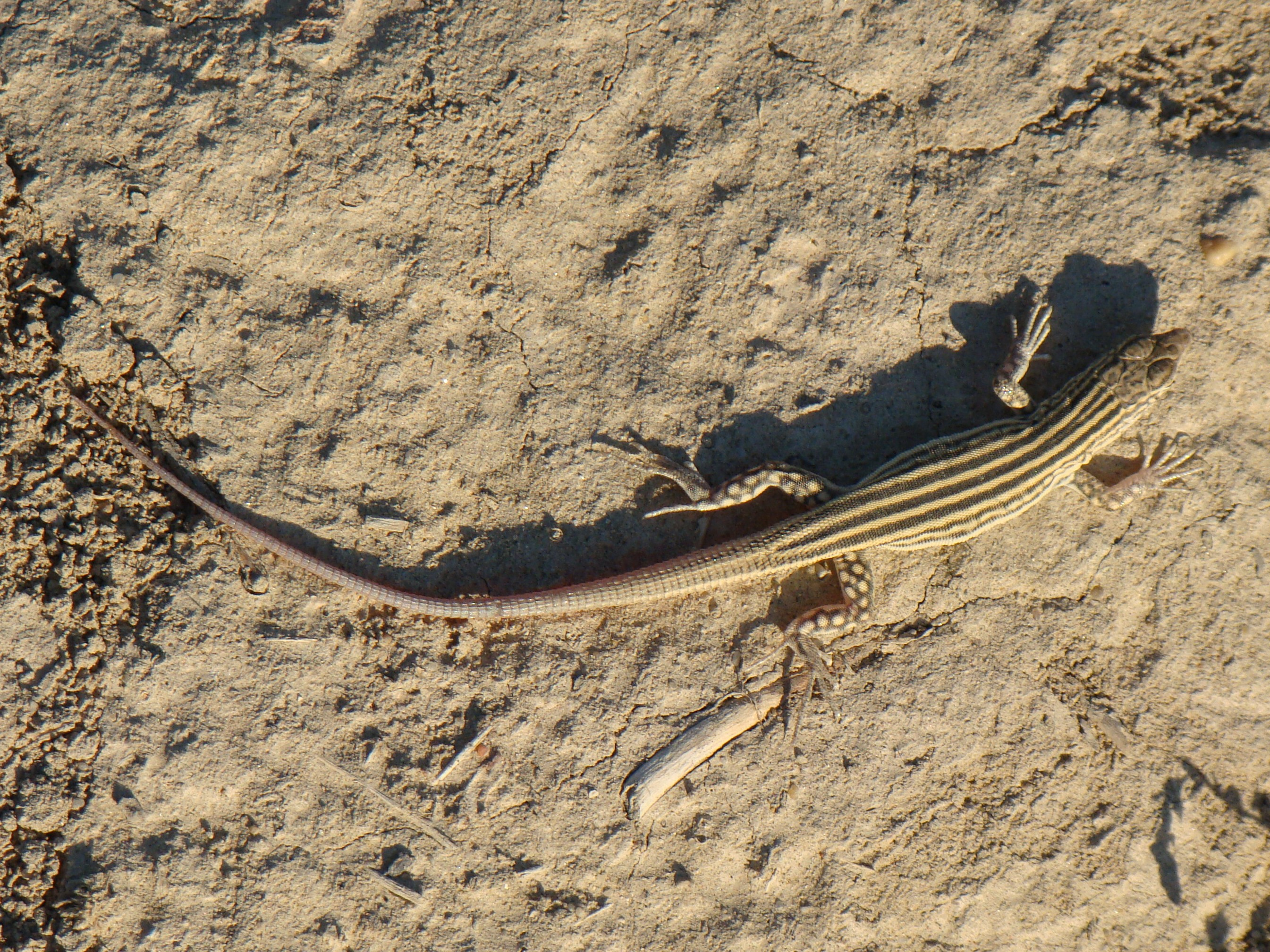
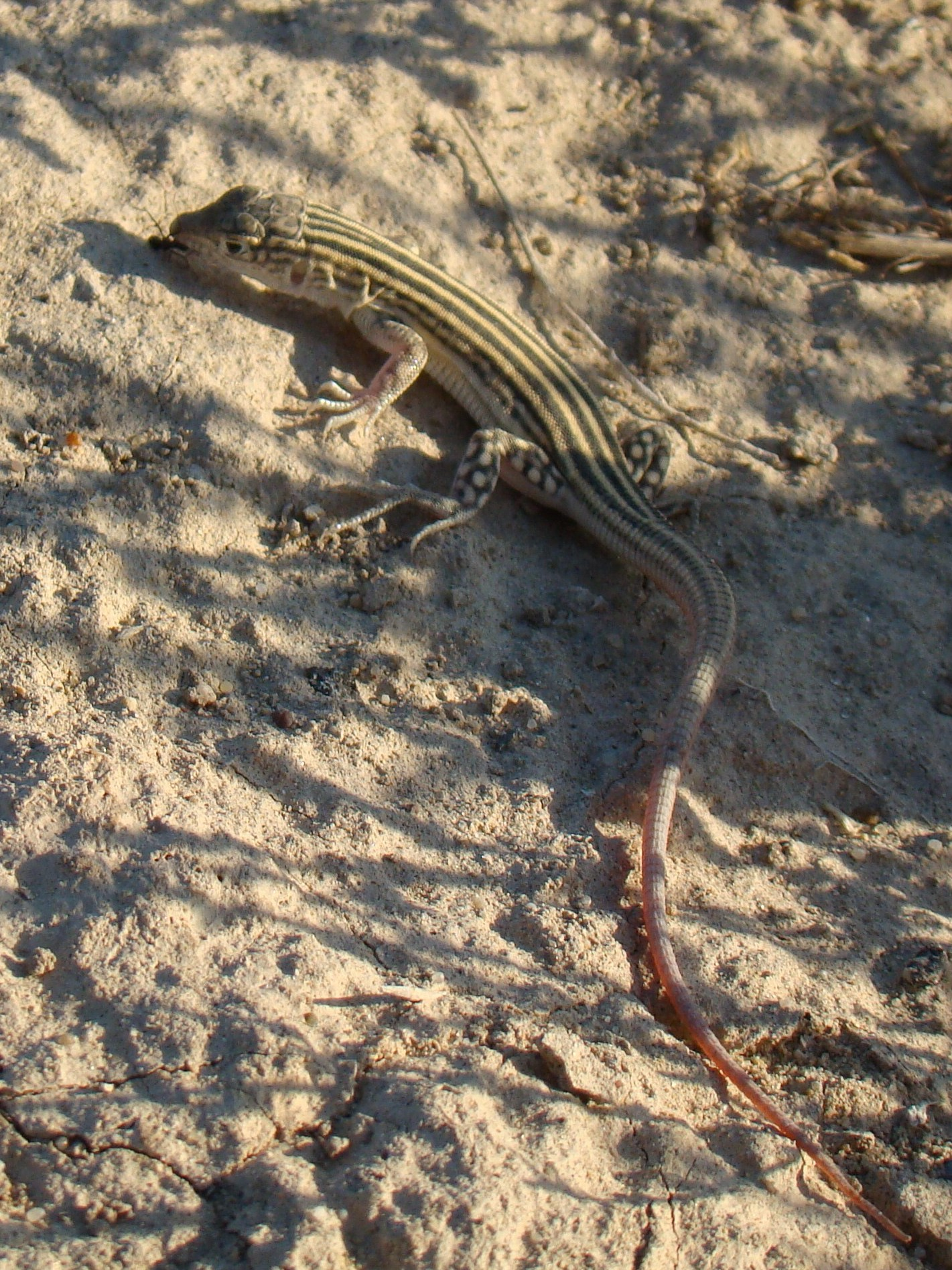
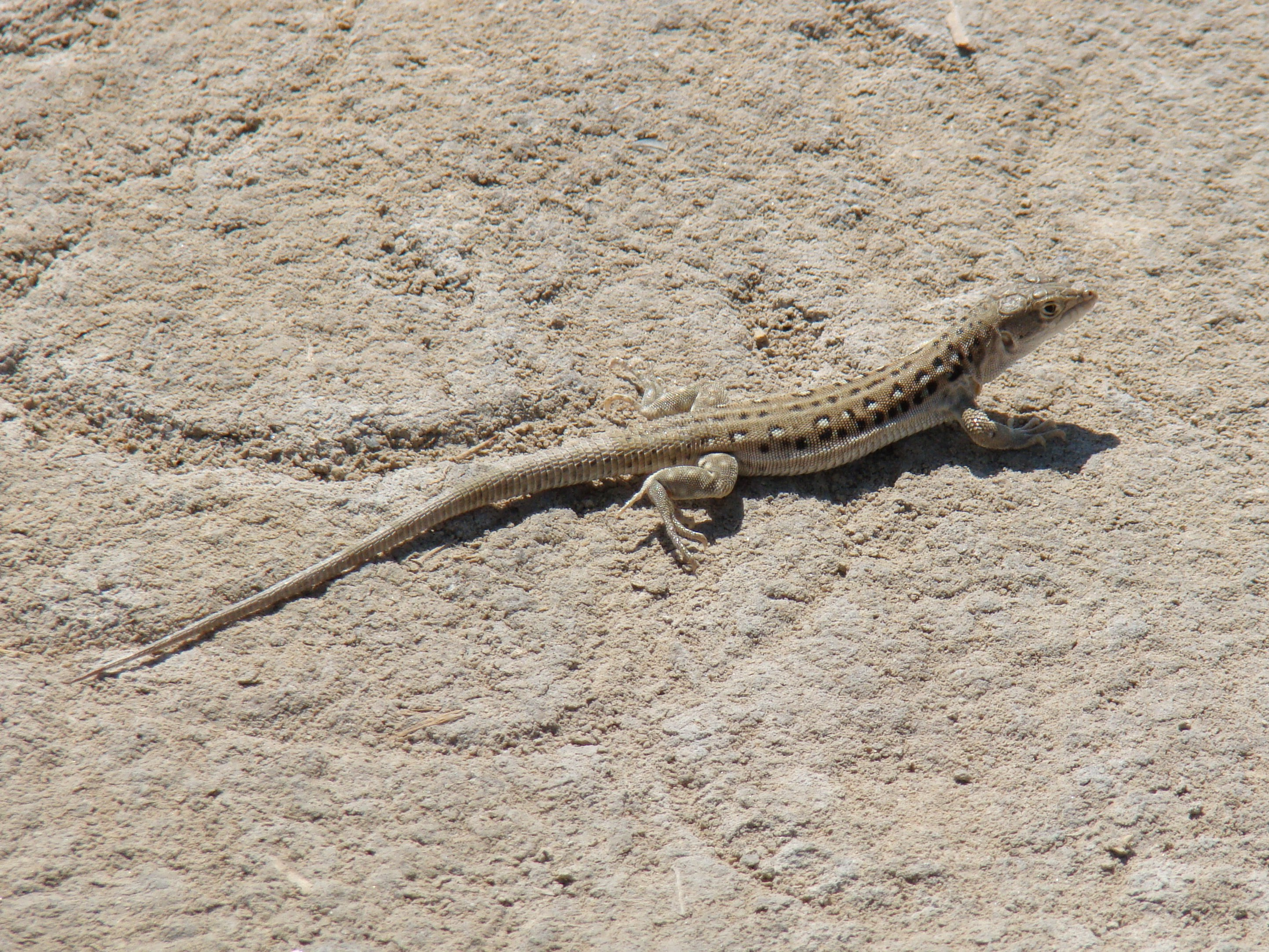
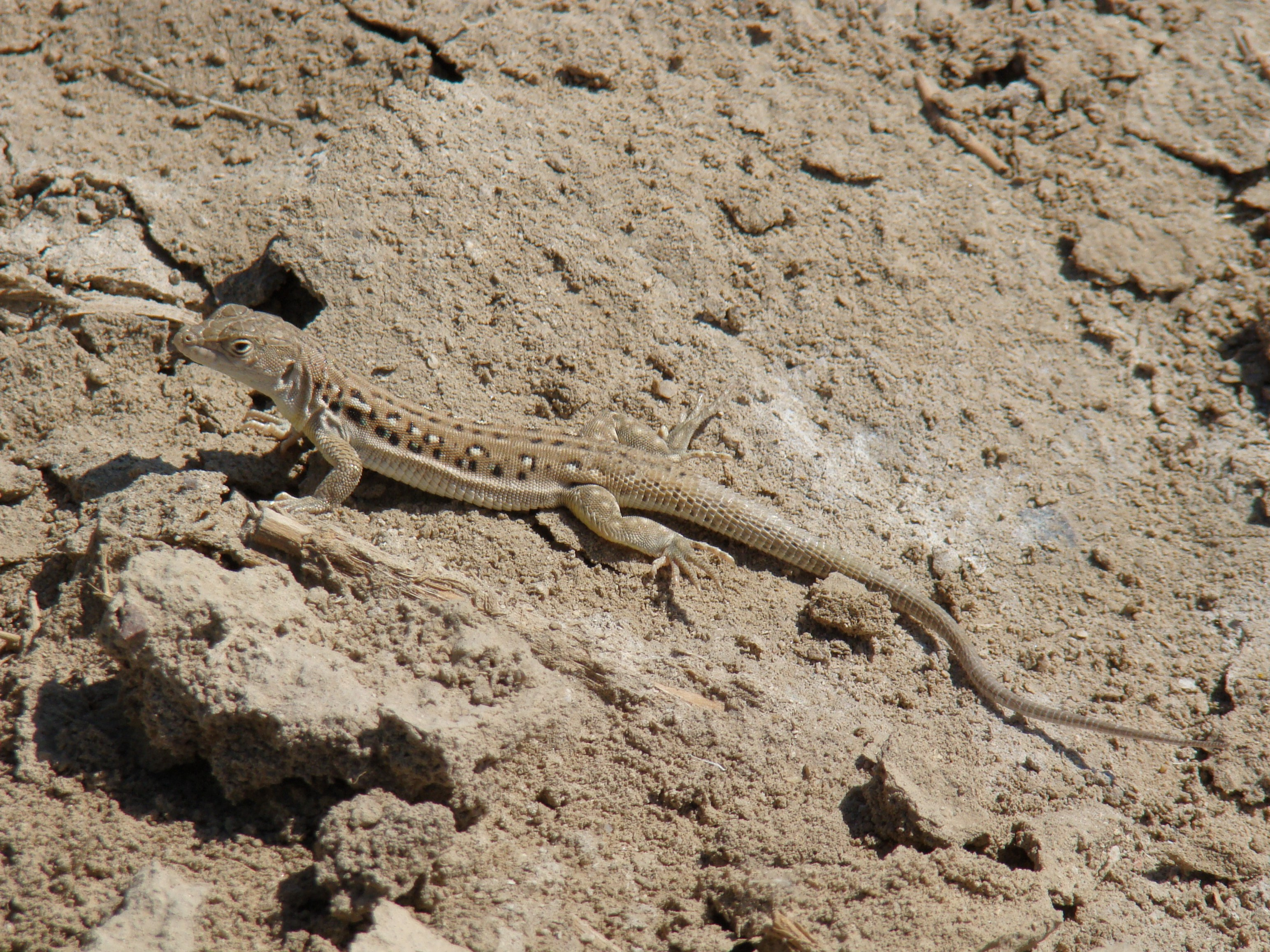